# Stephan Hösl

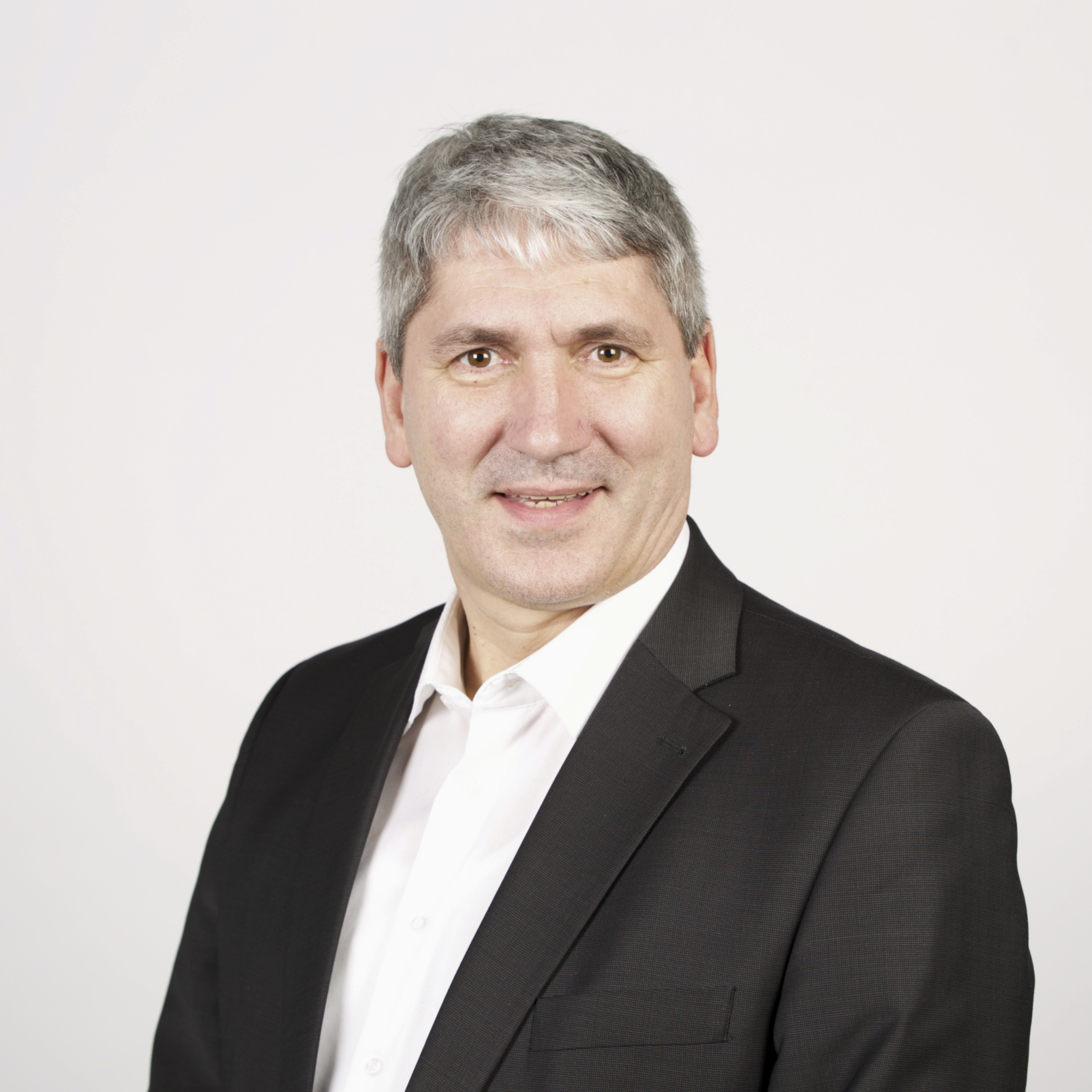
Stephan Hösl, 2016

Stephan Hösl (* 26. Juni 1966 in Reichenbach im Vogtland) ist ein deutscher Politiker (seit 2024 Freie Wähler, zuvor CDU). Er war von 2014 bis 2024 Abgeordneter im Sächsischen Landtag.

## Beruf und Ehrenämter
Stephan Hösl beendete 1983 die nach Friedrich Dittes benannte Schule, eine Polytechnische Oberschule in Reichenbach, nach der 10. Klasse, absolvierte danach bis 1986 eine Ausbildung zum Bergbautechnologen und arbeitete zwischen 1986 und 1993 als Bergmann und Sprengmeister. Parallel dazu leistete er 1989/90 seinen Wehrdienst bei der NVA ab. 1991 begann er eine Ausbildung in der Elektrotechnik, die er 1993 abschloss. Im Anschluss daran ging er als Telekommunikationstechniker zu einem örtlichen Unternehmen und wurde dort 2008 Leiter der Telekommunikationsabteilung.
Im Jahr 2008 trat er in die CDU ein und war von 2012 bis 2014 sowie ab 2017 Vorsitzender des CDU-Stadtverbandes Reichenbach, Mylau, Heinsdorfergrund. Daneben war er kooptiertes Mitglied im Kreisvorstand der CDU Vogtland. Am 1. Februar 2024 gab Hösl seinen Austritt aus der CDU und seinen Eintritt in den sächsischen Landesverband der Freien Wähler bekannt.

## Wahlämter
Bei den Kommunalwahlen in Sachsen 2009 wurde Hösl als Stadtrat in das Stadtparlament seiner Geburtsstadt Reichenbach gewählt. Ab der Kommunalwahl 2014 war er CDU-Fraktionsvorsitzender. Ebenfalls seit 2014 ist er Aufsichtsrat der Wohnungsbaugesellschaft Reichenbach mbH.
Hösl gewann bei der Landtagswahl in Sachsen 2014 mit 36,5 Prozent der abgegebenen Direktstimmen das Direktmandat im Wahlkreis Vogtland 4. Bei der Landtagswahl in Sachsen 2019 konnte er sein Direktmandat mit 38,2 Prozent der abgegebenen Direktstimmen verteidigen. Am 2. Februar 2024 trat er aus der CDU-Landtagsfraktion aus. Bei der Landtagswahl 2024 kandidierte er für die Freien Wähler im Wahlkreis Vogtland 3, verfehlte jedoch den Wiedereinzug in den Landtag.
Im Sächsischen Landtag war er in folgenden Ausschüssen und Arbeitskreisen tätig:
- Vorsitzender des Arbeitskreises Petitionen
- Mitglied im Ausschuss für Schule und Bildung (Ak III)
- Mitglied im Ausschuss für Soziales und Gesellschaftlichen Zusammenhalt (Ak VII)
- Stellvertretendes Mitglied im Ausschuss für Energie, Klimaschutz, Umwelt und Landwirtschaft (Ak V)
- Stellvertretendes Mitglied im Haushalts- und Finanzausschuss (AK II)
- Stellvertretendes Mitglied im Ausschuss für Justiz und Demokratie, Europa und Gleichstellung (Ak I)
- Stellvertretendes Mitglied im Untersuchungsausschuss „Verstrickung der Staatsregierung in die ‚qualifiziert rechtswidrige‘ Kürzung der AfD-Liste“

Aus den Aktivitäten der Ausschussarbeit im Landtag resultieren daneben folgende Aufgaben:
- Stiftungsrat der „Stiftung Sächsische Behindertenselbsthilfe – Otto-Perl“
- Stellvertretendes Mitglied für den Landesbeirat für die Belange von Familien

## Privates
Stephan Hösl ist seit 1990 verheiratet und hat drei Kinder.